# Moixé Qatsav
Moixé Qatsav (משה קצב) (Yezd, l'Iran, 5 de desembre de 1945) és un antic polític israelià que va ser el vuitè president d'Israel del 2000 al 2007. També va ser un membre destacat del Likkud de la Knesset israeliana i un ministre del seu gabinet. Va ser el segon jueu Mizrahi a ser elegit per a la presidència després de Yitzhak Navon.
El final de la seva presidència va estar marcat per la polèmica, derivada de les denúncies de violació d'una subordinada i assetjament sexual d'altres. Katsav va renunciar a la presidència l'any 2007 com a part de l'acord que va fer per a reconèixer la seva culpabilitat. Més tard, Katsav va rebutjar l'acord amb els fiscals i va prometre que demostraria la seva innocència als tribunals. En un cas sense precedents, el 30 de desembre de 2010, Katsav va ser condemnat per dos càrrecs de violació, obstrucció a la justícia i altres càrrecs. El 22 de març de 2011, en una sentència històrica, Katsav va ser condemnat a set anys de presó. Katsav va apel·lar la seva condemna al Tribunal Suprem d'Israel. El 10 de novembre de 2011, el Tribunal Suprem va confirmar la condemna i el càstig de Katsav.
El 7 de desembre de 2011, Katsav va arribar a la presó de Maasiyahu a Ramla per començar a complir la seva condemna de set anys. Va ser posat en llibertat amb condicions restrictives el 21 de desembre de 2016, després d'haver complert cinc anys de condemna.